# 鹿児島県立加治木高等学校
鹿児島県立加治木高等学校（かごしまけんりつかじきこうとうがっこう）は、鹿児島県姶良市加治木町仮屋町にある県立高等学校。
同窓会は「龍門会」と呼ばれている。在籍者数約950名（各学年8クラス、2019年現在）。

## 概要
学校は島津義弘の終焉の地である加治木島津家の屋形跡に存在し、隣接する加治木護国神社の前に義弘公終焉の地を示す石碑が建っている。
また、作家・海音寺潮五郎の母校でもあり、本校の食堂近くに文学碑がある。
校是
- 清新撥刺
- 質朴剛毅
- 堅忍不抜

生徒会宣言
- 第1条 われわれは、自治と自律を宗とする。
- 第2条 われわれは、常に仲間を思いやる。
- 第3条 われわれは、地域社会に貢献する。

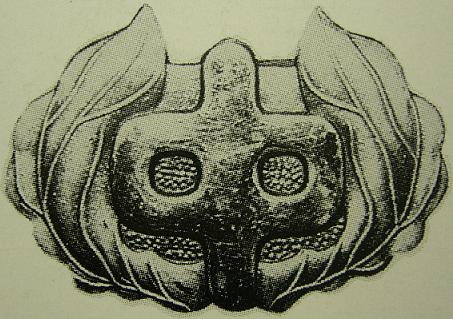
旧制加治木中学校校章
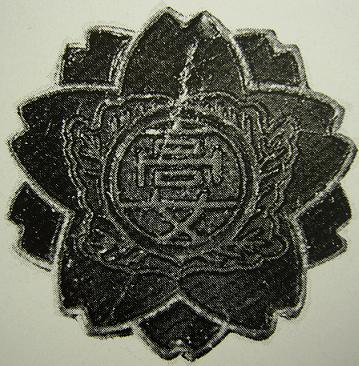
加治木高等女学校校章

## 沿革

### 鹿児島県立加治木中学校
- 1896年4月 - 校舎起工。
- 1897年4月21日 - 落成式を兼ねて開校式挙行（第一分校より1週間遅れ）。鹿児島県尋常中学校第二分校と称す。生徒定員300名。
- 1898年4月 - 鹿児島県第三尋常中学校と称す。生徒定員400名。
- 1899年2月 - 鹿児島県第三中学校と改称。
- 1901年9月 - 鹿児島県立加治木中学校と改称。
- 1902年3月29日 - 第1回卒業式挙行
- 1908年4月 - 生徒定員600名に増加。
- 1910年4月23日 - 学有林設置　鹿児島県郷友会加治木支部の寄付で姶良郡溝辺町有川小鹿倉3169番地の原野14.2町歩を県より交付。
- 1916年3月20日 - 生徒定員800名に増加。
- 1928年4月1日 - 生徒定員1,000名に増加。
- 1929年9月7日 - 御大典記念として上水道施設。（537間）25mプール完成。
- 1945年8月11日 - 戦災により全校舎焼失。
- 1945年10月1日 - 隼人青年学校、富隈国民学校、帖佐国民学校で分散授業開始。
- 1945年12月1日 - 牧園分校開校式。
- 1945年12月6日 - 隼人町真孝海軍倉庫跡に全校生徒収容授業開始。加治木本校の校舎復興建築第一期工事起工式。
- 1947年4月8日 - 蒲生分校開校式。
- 1947年8月31日 - 第一期工事竣工。
- 1947年9月2日 - 加治木本校に3、4、5年生復帰授業開始。
- 1947年9月15日 - 第二期工事竣工。
- 1948年1月8日 - 2年生本校に復帰。
- 1948年2月9日 - 蒲生分校閉鎖。
- 1948年4月1日 - 学制改革により鹿児島県加治木高等学校第二部となる。

### 鹿児島県立加治木高等女学校
- 1912年1月22日 - 蛇城女子高等小学校に修業年限2ヶ年の実科高等女学校附設の件につき文部大臣認可。
- 1912年4月8日 - 加治木村立実科高等女学校入学式。
- 1912年5月28日 - 開校式挙行。
- 1916年4月7日 - 小学校から分離、修業年限3ヶ年に延長の件認可。
- 1917年3月15日 - 鹿児島県加治木町立実科高等女学校と改称。
- 1936年4月1日 - 修業年限4ヶ年の高等女学校に組織変更、鹿児島県加治木高等女学校と改称。
- 1937年6月12日 - 生徒定員8学級 400名。
- 1942年3月31日 - 生徒定員12学級 600名。
- 1943年4月1日 - 県立に移管し、鹿児島県立加治木高等女学校と称す。
- 1945年8月11日 - 戦災で全校舎焼失 本部を性応寺において成機社及び加治木劇場で分散授業開始。
- 1945年12月1日 - 牧園分校開校。
- 1945年12月6日 - 焼跡にバラック4教室を作り加治木劇場での授業を閉鎖。
- 1946年1月9日 - 蒲生方面生徒のため蒲生青年学校で授業開始。
- 1946年3月8日 - 蒲生分校閉鎖。
- 1947年4月1日 - 修業年限5ヶ年の高等女学校に組織変更。
- 1948年4月1日 - 学制改革により鹿児島県加治木高等学校第三部となる。

### 鹿児島県立加治木高等学校
- 1948年4月1日 - 学制改革により鹿児島県加治木高等学校設置（四部制。第一部：旧加治木工業学校、第二部：旧加治木中学校、第三部：旧加治木高等女学校、第四部：旧町立加治木青年学校）。
- 1948年5月19日 - 開校式。
- 1948年8月31日 - 牧園分校独立。
- 1949年4月1日 - 部制廃止。第一部は鹿児島県加治木工業高等学校として分離。第二部、第三部、第四部を合併し鹿児島県加治木高等学校と称す。
- 1949年6月2日 - 県下に昭和天皇の戦後巡幸があり、校庭が加治木町奉迎場となった[2]。
- 1951年4月1日 - 定時制県立移管。
- 1956年4月1日 - 鹿児島県立加治木高等学校と改称。
- 1957年3月31日 - 募集定員7学級350名、定時制募集停止。
- 1958年4月21日 - 創立60周年記念式典挙行。
- 1959年3月31日 - 60周年記念図書館竣工（72坪）。
- 1960年3月31日 - 定時制廃止。
- 1963年4月1日 - 募集定員8学級440名（1学級増、急増対策により1割増募）。
- 1963年12月31日 - 美術室新築完成。
- 1964年4月1日 - 募集定員9学級495名（前年より1学級増、急増対策により1割増募）。
- 1965年8月31日 - 1期工事（本館鉄筋3階）竣工、延 425m2新築。
- 1966年3月31日 - 2期工事（本館鉄筋3階）竣工、延 552m2新築。
- 1967年3月31日 - 3期工事（本館鉄筋3階）竣工、延 790m2新築、募集定員9学級468名。
- 1967年9月 - 創立70周年記念行事（文化祭9/9・体育祭9/29）挙行。
- 1967年12月10日 - 水洗便所浄化槽設置。
- 1968年1月20日 - 4期工事（本館鉄筋3階）竣工、延527m2新築 付帯工事鉄筋1階（用務員室、倉庫、職員WC）129m2新築。
- 1968年4月1日 - 募集定員9学級450名。
- 1968年8月31日 - 5期工事（体育館鉄筋）竣工、延1,770m2新築。
- 1968年11月2日 - 体育館落成式及び創立70周年記念式典挙行。
- 1969年2月28日 - 6期工事（第2棟鉄筋3階）竣工、理科、普通教室、昇降口、便所、1,244m2新築。
- 1969年4月1日 - 募集定員9学級441名。
- 1970年3月31日 - 7期工事（第2棟鉄筋3階）竣工、理科、普通教室12、ポンプ室、1702.45m2新築。
- 1970年4月1日 - 募集定員9学級432名。
- 1971年4月1日 - 募集定員9学級414名。
- 1971年5月19日 - 8期工事（第3棟鉄筋3階）竣工、保健室、被服室、調理室、図書室、LL教室、礼法室、美術室、音楽室、各準備室、1866m2新築。
- 1972年12月18日 - 武道館（養気館）竣工。
- 1973年4月1日 - 募集定員9学級405名。
- 1974年4月1日 - 募集定員10学級450名。
- 1974年11月21日 - 25mプール完成。
- 1975年4月15日 - 校内造園工事完成。
- 1975年12月1日 - 海音寺潮五郎文学碑建立。
- 1976年11月8日 - 法元六郎による若人の像学徒の碑建立。
- 1977年4月21日 - 創立80周年記念式典挙行。
- 1979年4月23日 - 運動場改修工事完成。
- 1980年4月1日 - 募集定員9学級405名。
- 1984年6月1日 - 弓道場（正心館）竣工。
- 1987年9月19日 - 創立90周年記念式典挙行。
- 1988年4月28日 - 野球部第82回九州地区高等学校野球大会出場（於宮崎市営球場）。
- 1988年9月17日 - 体育館床張替工事竣工。
- 1989年3月20日 - 自転車置場増設工事竣工。
- 1990年3月28日 - 体育館屋根張替工事竣工。
- 1990年9月29日 - 第1棟窓枠等改修工事竣工。
- 1992年2月25日 - パソコン23台購入。
- 1992年3月10日 - LL教室備品更新。
- 1992年3月22日 - 弓道部第10回全国高等学校弓道選抜大会男子全国優勝（於東京明治神宮）。
- 1992年7月10日 - 保健室冷房施設設置。
- 1993年3月27日 - 弓道部第11回全国高等学校弓道選抜大会男子全国連続優勝（於東京明治神宮）。
- 1993年8月30日 - 第2棟窓枠等改修工事竣工。
- 1994年2月1日 - 県学校保健優良校として表彰。
- 1994年2月7日 - 公立高等学校入学者選抜方法研究協力指定校（普通科における推進選抜実施）。
- 1994年2月16日 - 図書館空調設備設置。
- 1994年3月28日 - 書道室竣工（136.80m2）。
- 1995年3月23日 - グラウンド観覧席（スタンド）増設。
- 1995年8月30日 - 第3棟窓枠等改修工事竣工。
- 1996年4月1日 - 募集定員1学級40名（360名）。
- 1996年12月10日 - 県学校保健優良校表彰。
- 1997年3月25日 - いきいき教育活動表彰（山岳部）。
- 1997年5月1日 - 女子半袖ブラウス改定。
- 1997年5月12日 - 生徒会宣言制定。
- 1997年9月30日 - 龍門会館竣工。
- 1997年10月3日 - 第1棟外壁改修工事竣工。
- 1997年11月1日 - 創立百周年記念式典。
- 1998年12月1日 - 女子スクールコート改定。
- 1999年4月1日 - 上履きをスリッパ式に改定。
- 1999年9月30日 - 浄化槽移設・校庭トイレ竣工。
- 2000年10月17日 - 「交通安全モデル校」の宣言。
- 2001年10月16日 - 「原付車又は自転車安全利用宣言校」の宣言。
- 2002年4月1日 - 募集定員1学級40名8学級（320名）。
- 2003年8月18日 - 同窓会空調設備第Ⅰ期設置。
- 2003年8月18日 - 3年生教室冷暖房施設設置。
- 2003年8月27日 - 武道場取壊し370.04m2・クラブ便所取壊し8.00m2。
- 2004年3月16日 - 柔剣場取壊し460.00m2。
- 2005年2月6日 - 全九州学校図書館コンクール優秀賞受賞。
- 2005年3月1日 - 体育館照明設備改修他。
- 2005年3月23日 - 第2棟耐震補強・大規模改修。
- 2005年3月29日 - 用務員室棟改修（職員厚生棟へ名称変更）。
- 2005年4月23日 - 読書活動優秀実践校として文部科学大臣賞受賞。
- 2005年7月7日 - 同窓会空調設備第Ⅱ期設置。
- 2005年11月10日 - 学校保健優良校として文部科学大臣賞受賞。
- 2006年1月17日 - テニスコート全面改修。
- 2006年2月6日 - 第1棟耐震補強・大規模改修。
- 2006年2月16日 - 県いきいき教育活動表彰（生徒会図書委員会）。
- 2006年2月22日 - 校長室・事務室・進路指導室・パソコン室空調設備設置。
- 2006年2月23日 - 外溝（正面前庭）改修。
- 2006年6月15日 - 同窓会空調設備第Ⅲ期設置。
- 2007年1月26日 - 電気室新築30.55m2
- 2007年2月19日 - 屋内運動場大規模改造・卓球場136.80m2増築・ミーティング室31.41m2増築・倉庫10.02m2増築・更衣室5.70m2増築。
- 2007年3月27日 - 屋外便所新築25.65m2。
- 2007年3月27日 - クラブ練習室取壊し165.25m2。
- 2007年11月10日 - 創立110周年記念式典並びに祝賀会挙行
- 2008年5月30日 - 第54回鹿児島県高等学校弓道競技大会において女子が団体の部優勝（九州大会及び全国高校総体出場）。
- 2008年7月1日 - 創立110周年記念事業による部室竣工（2棟185.93m2）。

生徒手帳より抜粋

## 部活動

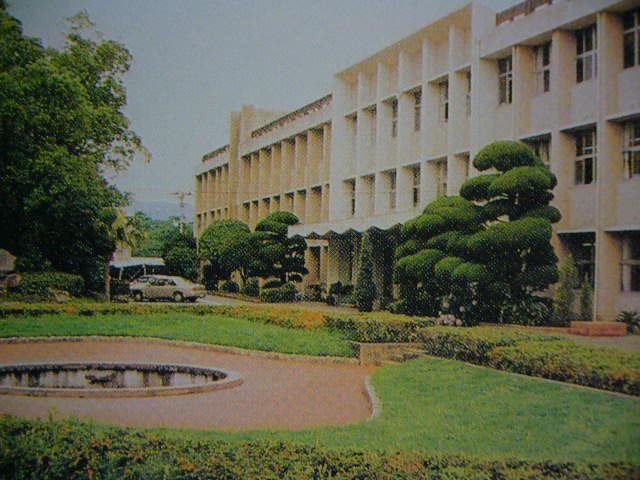
校舎と前庭（前庭は現存しない）

2016年5月現在。

### 体育部
- 弓道部
- 剣道部
- テニス部
- サッカー部
- 水泳部
- ダンス部
- 卓球部
- バスケットボール部
- バドミントン部
- バレーボール部
- ハンドボール部
- 野球部
- ラグビー部
- 陸上部
- 山岳部

弓道部は全国高等学校弓道選抜大会に出場したことがあり、1991年、1992年には大会2連覇を達成している。また、以前は柔道部が存在したが、しばらく部員のいない状態が続き、2018年には正式に廃部となった。

### 文化部
- 演劇部
- 家庭研究部
- 国際親善部
- 茶道部
- 写真部
- 吹奏楽部
- 文芸部
- 美術部
- 放送部
- 書道部
- コーラス部
- 百人一首部
- 科学工学研究部

## 進路
2022年度の大学合格者数（過年度生を含む）は、国公立大学192名、私立大学256名であった。そのうち鹿児島大学の合格者は74名である。

## アクセス
- JR日豊本線「加治木駅」より徒歩約10分
- 加治木インターチェンジより自動車で約5分

## 関係者一覧

### 出身者
※新制高等学校1期卒が1949年卒業
政治・行政
- 川越丈雄 旧加中 - 官僚（大蔵次官、法制局長官）、平和相互銀行社長・会長
- 小山田政弘 旧加中21回[6] - 蒲生町長
- 逆瀬川仁次郎 旧加中[7] - 国会議員（衆議院）、ジャーナリスト
- 中馬辰猪 旧加中[8]32回[9] - 国会議員（衆議院）、閣僚（建設大臣）
- 永田良吉 旧加中[10] - 国会議員（衆議院）、鹿屋市長
- 浜田尚友 旧加中26回[11] - 国会議員（衆議院）、国分市議会議長、政治評論家
- 村山喜一 旧加中38回[12] - 国会議員（衆議院副議長）
- 枝元真徹 加高[13] - 官僚（農林水産事務次官）
- 小里貞利 加高1期[14] - 国会議員（衆議院）、閣僚（労働大臣、北海道開発庁長官、沖縄開発庁長官、総務庁長官、震災対策担当大臣）
- 笹山義弘 加高23期[15] - 姶良市長、加治木町長
- 中重真一 加高[16] - 霧島市長
- 白石優生 - 国家公務員、YouTuber[17]

法曹
- 淵邊善彦 加高35期[18] - 弁護士

実業
- 冨満通哉 旧加中 - 神鋼電機株式会社（シンフォニア テクノロジー）社長

報道・マスコミ・ジャーナリズム
- 村田好夫 加高16期[19] - アナウンサー（朝日放送、フリー）

学術・研究（理・工・農・医系）
- 川崎祐宣 旧加中[20] - 医師、医学教育者、川崎学園名誉理事長（創設者）、首都医科大学名誉教授、上海中医薬大学名誉教授
- 諸麥俊司 加高[21] - 工学者（医用工学、生体工学、生体情報計測）、中央大学准教授（2020年度現在）

学術・研究（人文学・社会科学・人間科学系）
- 川野洋 旧加中[22] - 哲学者（美学）、東京都立科学技術大学名誉教授、東北芸術工科大学名誉教授
- 神崎博愛 旧加中[23] - 農業経済学者（農業経営学）、京都大学名誉教授
- 山口正 旧加中[24] - 国文学者（上代文学、作文教育）、茨城大学名誉教授
- 山下欣一 旧加中[25] - 民俗学者（奄美文化、南島文化、説話）、鹿児島国際大学名誉教授
- 朝倉正昭 加高11期[12] - スポーツ科学者（体育科教育学、新体操）、国士舘大学学長・名誉教授、オリンピック新体操監督
- 上脇博之 加高29期[26] - 法学者（憲法、政党国家論）、神戸学院大学教授（2020年度現在）
- 酒匂一郎 加高25期[27] - 法学者（法哲学・法理学）、九州大学名誉教授

文学・評論・文筆
- 海音寺潮五郎 旧加中[28] - 小説家、直木賞受賞者

芸術・クリエーター・芸能
- 伊黒俊彦 加高 - ミュージシャン
- 猪俣睦彦 加高[29] - MBCタレント
- 榮德多賀子 加高54期[30] - MBCタレント
- スマイリー園田 加高 - MBCタレント（ディスクジョッキー）・ミュージシャン
- 月野木隆 加高 - 映画監督

スポーツ
- 鶴ヶ嶺昭男 旧加中[31] - 大相撲力士（元関脇、のち井筒部屋師匠）
- 入部久男 加高[32] - プロ野球選手（大洋ホエールズ）
- 園中良寛 加高[33] - ラグビー選手

軍人
- 伊丹明 旧加中 - アメリカ陸軍情報部
- 宇都宮直賢 旧加中 - 大日本帝国陸軍
- 前田精 旧加中 - 大日本帝国海軍、インドネシア建国功労章
- 湊慶譲 旧加中 - 大日本帝国海軍

### 教職員
- 椋鳩十 旧加高女国語教師[34] - 小説家・児童文学者、鹿児島県立図書館館長
- 村野守治（守次） 加高校長[35] - 歴史学者（日本近代史、明治維新史）、鹿児島女子短期大学教授